# WrestleMania 31
WrestleMania 31 fue el trigésimo primer WrestleMania, un evento pago por visión (PPV) de lucha libre profesional producido por la WWE. Tuvo lugar el 29 de marzo de 2015, en el Levi's Stadium en la ciudad de Santa Clara, California. Los temas oficiales del evento fueron "Rise" de David Guetta feat. Skylar Grey y "Money and the Power" de Kid Ink.
Fue el primer evento WrestleMania en realizarse en el área de la Bahía de San Francisco, el sexto que se celebró en el estado de California (después de las ediciones 2, VII, XII, 2000 y 21) y el sexto que se celebró en un lugar al aire libre (después de las ediciones IX, XXIV, XXVI, XXVIII y 29).
En el evento principal, Seth Rollins canjeó su contrato Money in the Bank mientras la lucha programada entre Brock Lesnar y Roman Reigns estaba en marcha, y ganó el improvisado Triple Threat match resultante para capturar el Campeonato Mundial Peso Pesado de la WWE  acción que es conocida como el «Robo del siglo» en la lucha libre profesional. El evento también fue notable por contar con la lucha debut de Sting en la WWE, en la que perdió ante Triple H, y el segmento de The Rock donde confrontó a Triple H y a Stephanie McMahon con ayuda de la luchadora de artes marciales mixtas de la UFC Ronda Rousey.

## Producción
WrestleMania es considerado el evento insignia de la WWE, y ha sido descrito como el Super Bowl del entretenimiento deportivo.
Es el primer WrestleMania que cuenta con un logotipo, que es el botón rojo «play». Según un artículo del San Jose Mercury News, Vince McMahon explicó que el botón de play representa la proeza técnica de Silicon Valley. El ganador del premio Grammy LL Cool J apareció en el video de apertura del evento. Aloe Blacc abrió el show con «America the Beautiful». Kid Ink, Skylar Grey y Travis Barker también se presentaron en el evento.
Paquetes de viajes para el evento salieron a la venta el 29 de septiembre con el exclusivo paquete de viaje California Dreamin' disponible desde $5.500. El VIP Package, Platinum Premium Package, Gold Package y Silver Package estuvieron disponibles el 6 de octubre con precios a partir de $3.250, $1.650, $1.150 y $900 respectivamente incluyendo entradas a WrestleMania, hospedaje, pasajes y otras actividades a través de WrestleMania Axxess. Los boletos que salieron a la venta el 15 de noviembre oscilaron entre $35 y $1.000.

## Antecedentes

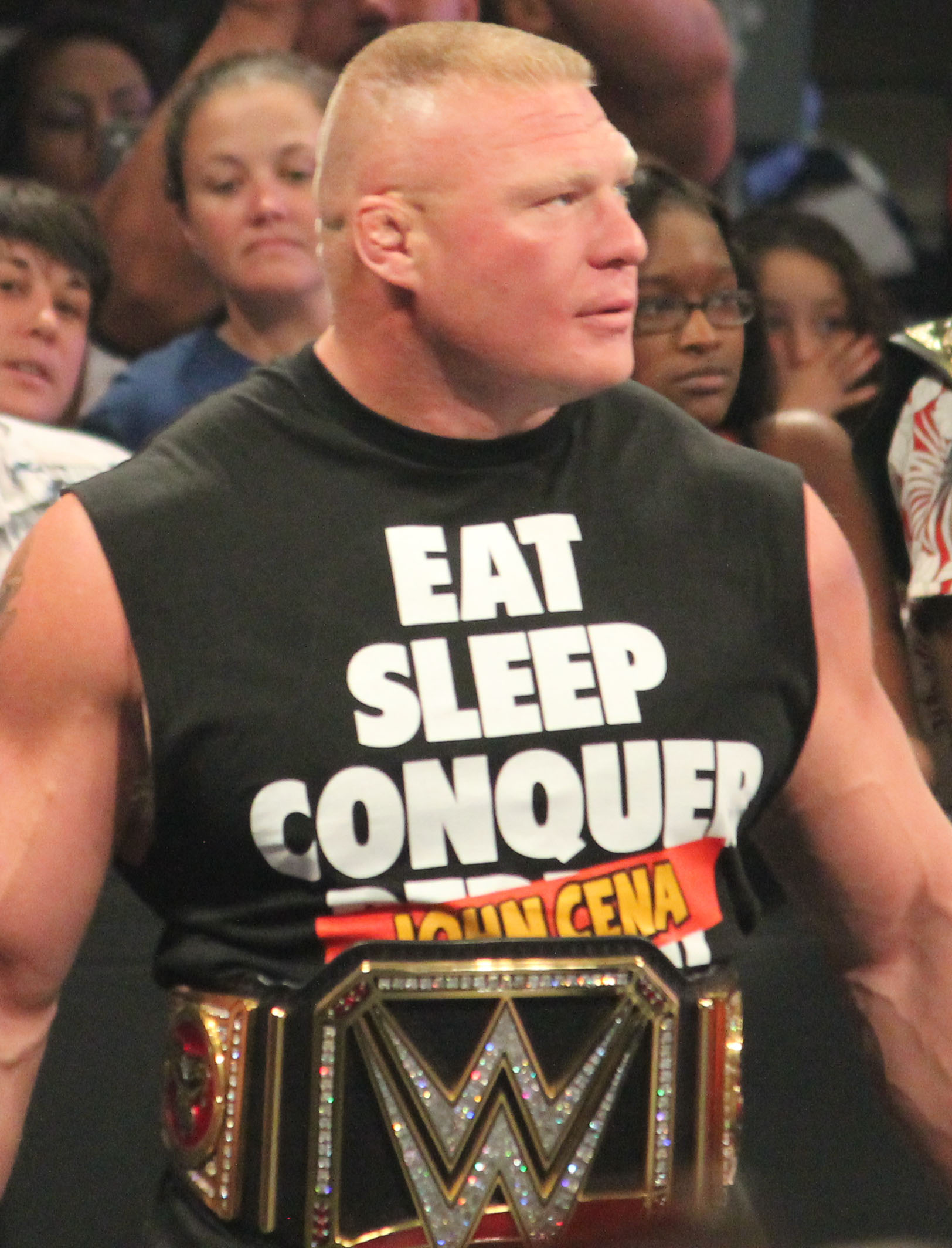
Brock Lesnar, quien perdió el Campeonato Mundial Peso Pesado de la WWE en el evento principal contra Seth Rollins y Roman Reigns.

En Royal Rumble, Brock Lesnar defendió con éxito su Campeonato Mundial Peso Pesado de la WWE contra John Cena y Seth Rollins, mientras que el Royal Rumble Match fue ganado por Roman Reigns, otorgándole un combate por el título en el evento principal contra Lesnar en WrestleMania, mientras la multitud de Filadelfia fuertemente abucheó la victoria de Reigns y la eliminación de Daniel Bryan del Royal Rumble Match. En el episodio del 2 de febrero de Raw, a insistencia de The Authority para abordar la controversia, Reigns accedió a poner su oportunidad en juego en una lucha en Fastlane. Más tarde en la noche, Daniel Bryan derrotó a Seth Rollins para ganarse el derecho de enfrentar a Reigns en el evento. En Fastlane, Reigns derrotó a Bryan para asegurar su oportunidad por el título contra Lesnar en WrestleMania. Después de Fastlane, el combate de Reigns por el título fue descrito como «siendo construido en si él es o no digno de estar en la lucha en primer lugar»; Reigns también fue descrito como no habiendo «experimentado ninguna adversidad en su viaje», ya que «charló con [el mánager de Lesnar] Paul Heyman una semana, obtuvo una camiseta y luego jugó el juego de la soga» con Lesnar. Se reconoció en la storyline que el contrato de Lesnar estaba fijado a expirar no mucho después de WrestleMania. Menos de una semana antes del evento, en medio de especulaciones de que él regresaría a UFC, Lesnar anunció la firma de un nuevo contrato con la WWE y su retiro de las artes marciales mixtas.

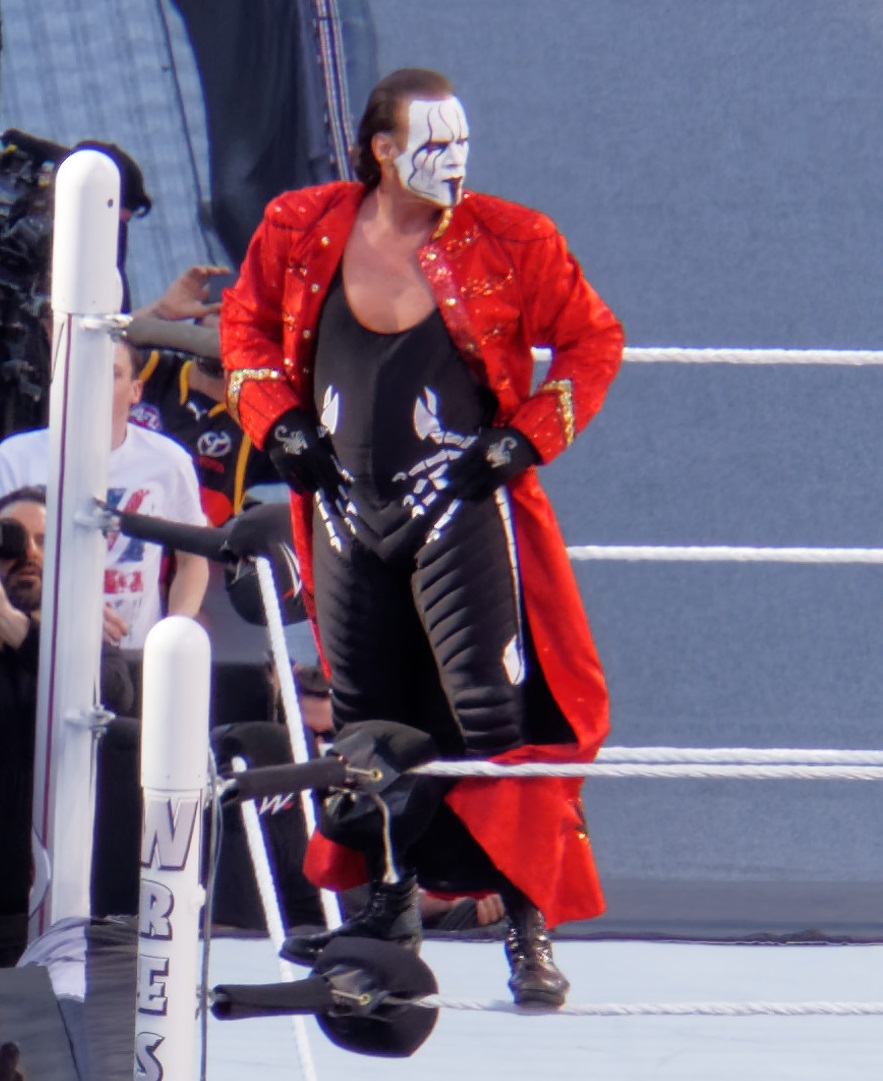
Sting perdió ante Triple H en su debut en WrestleMania.

En Survivor Series, Sting hizo su primera aparición en la WWE interfiriendo en el evento principal, atacando a Triple H y ayudando a  Dolph Ziggler a cubrir a Seth Rollins, dando la victoria a Team Cena y causando que The Authority sea sacada del poder, que había sido una estipulación secundaria de la lucha. En la edición del 19 de enero de Raw, Sting debutó en Raw apareciendo tras bastidores durante el evento principal, un 3-on-1 Handicap Match entre John Cena y el equipo de Big Show, Kane y Rollins. Las luces en la arena se oscurecieron y Sting salió al escenario y apuntó a The Authority al lado del ring. La distracción permitió a John Cena cubrir a Rollins por la victoria, que reinstauró los trabajos de los recientemente despedidos (kayfabe) Ziggler, Ryback y Erick Rowan. El 26 de enero, fue oficialmente anunciado vía WWE.com que Triple H desafió a Sting a una confrontación «cara a cara» en Fastlane. En la edición del 9 de febrero de Raw, Triple H otra vez llamó a Sting a aceptar el desafío. Se apagaron las luces, y un grupo de imitadores de Sting aparecieron alrededor de la arena y dentro del ring, iluminado por proyectores, mientras que un mensaje en vídeo indicando que Sting había aceptado el reto de Triple H apareció en el TitanTron. En Fastlane, los dos pelearon hasta que Sting tuvo control de la pelea. Sting señaló al cartel de WrestleMania en el techo, y Triple H aceptó el reto. Más tarde esa noche, fue anunciado que Triple H se enfrentaría a Sting en el evento.
En la edición del 23 de febrero de Raw, se anunció la segunda edición anual del André the Giant Memorial Battle Royal, el cual tendría lugar en WrestleMania. Mark Henry, Curtis Axel y Ryback anunciaron su participación en la lucha. En el episodio del 26 de febrero de SmackDown, Cesaro y Tyson Kidd anunciaron su participación en la lucha. El 2 de marzo, fue anunciado en Facebook por la WWE que Zack Ryder fue agregado a la lucha. Más tarde esa noche, Jack Swagger, Titus O'Neil y Darren Young anunciaron su participación en la lucha en el WWE App. En el episodio del 5 de marzo de SmackDown, Big Show y Kane anunciaron su participación en la lucha. El 9 de marzo, fue anunciado en WWE.com que Erick Rowan y Sin Cara fueron agregados a la lucha. En el episodio del 9 de marzo de Raw, Damien Mizdow anunció su participación en la lucha. En el episodio del 16 de marzo de Raw, Goldust, Heath Slater y Alex Riley fueron añadidos a la lucha. El 23 de marzo, The Ascension anunció su participación en la lucha en el WWE App. El 26 de marzo, fue anunciado en WWE.com que el encuentro tendría lugar en el pre-show. Ese mismo día, Hideo Itami ganó un torneo NXT en WrestleMania Axxess para ganarse un lugar en la lucha.
El 26 de febrero, fue anunciado en Facebook por la WWE que el Campeón Intercontinental Bad News Barrett defendería su título en un Ladder Match en el evento. En el episodio del 2 de marzo de Raw, R-Truth fue agregado a la lucha. El 4 de marzo, fue anunciado en WWE.com que Dean Ambrose y Luke Harper fueron agregados a la lucha. En el episodio del 5 de marzo de SmackDown, fue anunciado que Dolph Ziggler fue agregado a la lucha. El 10 de marzo, fue anunciado en WWE.com que Stardust fue agregado a la lucha. En el episodio del 12 de marzo de SmackDown, Bryan anunció que él estaba entrando en la lucha.

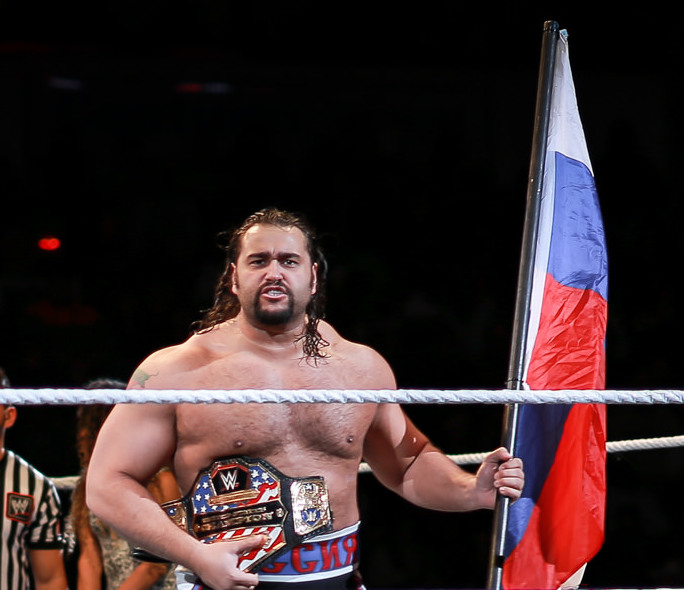
En su debut en WrestleMania, Rusev perdió el Campeonato de los Estados Unidos de la WWE y sufrió su primera derrota por cuenta de tres contra John Cena.

En Fastlane, Rusev derrotó a John Cena para retener el Campeonato de los Estados Unidos después de golpear a Cena con un low blow (mientras el árbitro estaba distraído con Lana) y lo hizo quedar inconsciente con The Accolade. En las semanas siguientes, Cena retó a Rusev a una revancha, que fue rechazada. En el episodio del 2 de marzo de Raw, Stephanie McMahon decretó que Cena no competiría en WrestleMania a menos que Rusev acordara a una lucha. En el episodio del 9 de marzo de Raw, después de que Rusev derrotó a Curtis Axel, Rusev hizo varios comentarios insultantes hacia los Estados Unidos. Antes de la lucha, Cena le advirtió a Rusev que si hacía eso, tomaría represalias en su contra. Tras los insultos, Cena entró en el ring y colocó a Rusev en el STF hasta que se desmayó. Cena luego recogió una botella de agua, lo despertó con ella, y luego lo puso en el STF otra vez. Aunque Rusev se dio por vencido, Cena se negó a dejarlo salir del STF hasta que Lana le concedió a Cena una revancha por el título en WrestleMania en nombre de Rusev.
En el episodio del 2 de marzo de Raw, Paige derrotó a la Campeona de Divas Nikki Bella por descalificación después de que su hermana gemela Brie Bella atacara a Paige; por lo tanto, Nikki retuvo el título. Brie y Nikki atacaron a Paige hasta que AJ Lee regresó de una lesión y salvó a Paige. En el episodio del 5 de marzo de SmackDown, AJ derrotó a Brie después de que Paige impidió que Nikki interfiriera en la lucha. El 9 de marzo, fue anunciado en WWE.com que AJ y Paige enfrentarían a The Bella Twins en el evento.

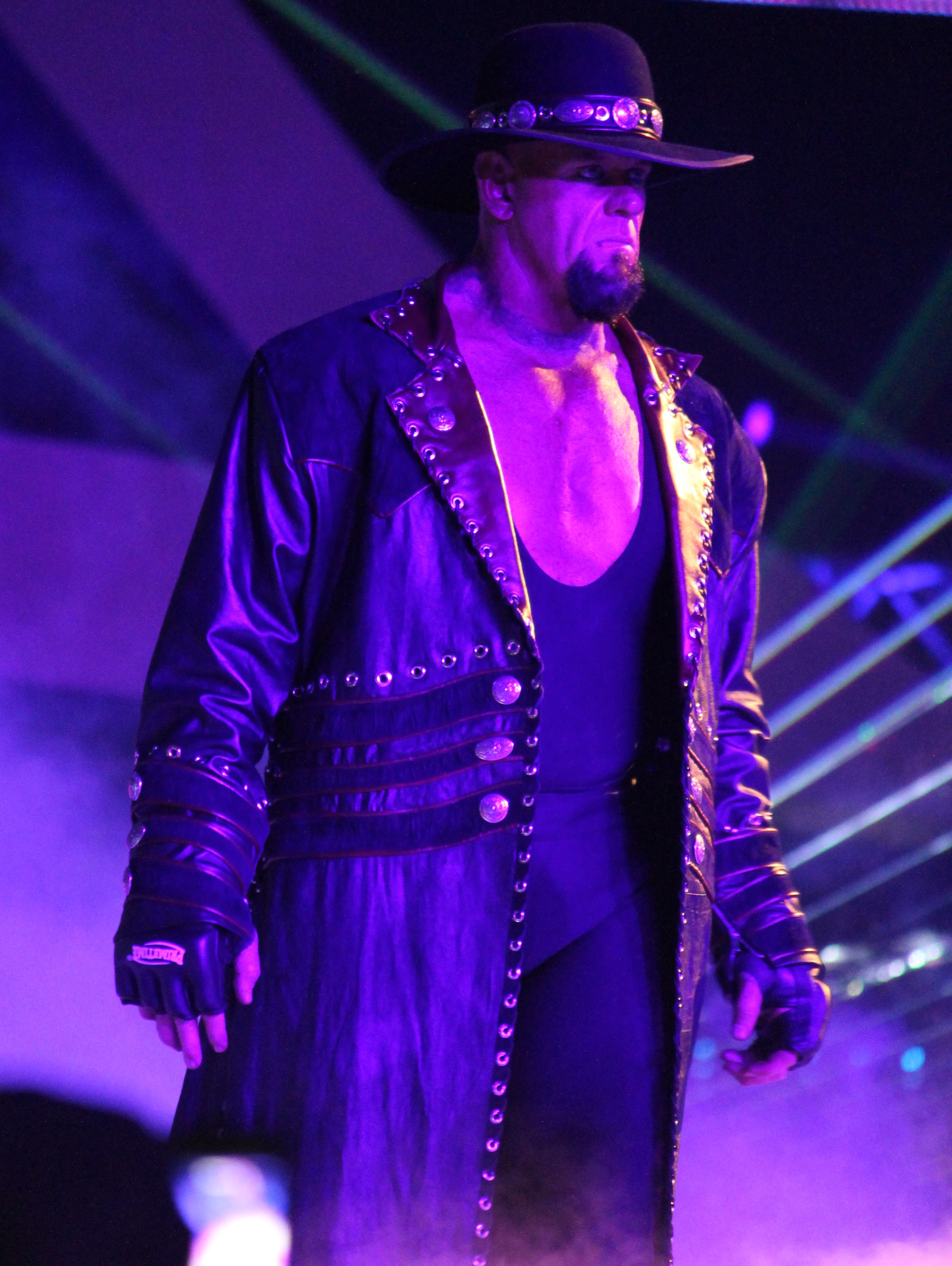
The Undertaker luchó contra Bray Wyatt en el evento en su primera aparición desde que perdió ante Brock Lesnar en el evento del año pasado.

En Fastlane, Bray Wyatt desafió a The Undertaker a un combate en WrestleMania después de enviar mensajes a The Undertaker en las semanas previas. En el episodio del 9 de marzo de Raw, The Undertaker aceptó el reto de Wyatt a una lucha en el evento.
En el episodio 20 de octubre de Raw, un 3-on-2 Handicap Street Fight se llevó a cabo que enfrentó a Randy Orton, Kane & Seth Rollins contra John Cena & Dean Ambrose, Orton recogió la victoria pero inmediatamente recibió un Curb Stomp de Rollins. En el episodio del 27 de octubre de Raw, Orton le aplicó un RKO a Rollins, así desafiando a The Authority por no controlar a Rollins la semana anterior. En el episodio del 3 de noviembre de Raw, después de aumentar la frustración, Orton atacó a Rollins durante su lucha por el Campeonato Intercontinental contra Dolph Ziggler, causando que Rollins ganara por descalificación, y exigió una lucha contra Rollins para resolver su disputa, que Triple H concedió para mantener a Orton de su lado. Rollins eventualmente consiguió la victoria y Orton atacó a The Authority antes de recibir un Curb Stomp de Rollins. En Fastlane, Orton regresó a la WWE y atacó a The Authority. Durante las siguientes semanas, Orton ayudó a Rollins a ganar sus luchas. En el episodio del 9 de marzo de Raw, Orton atacó a Rollins después de la lucha de ambos con Roman Reigns. En el episodio del 12 de marzo de SmackDown, Orton desafió a Rollins a un combate en WrestleMania. En el episodio del 16 de marzo de Raw, Rollins no aceptó el reto, semanas después Orton cambio de oponente a Rollins y Rollins aceptó el reto. 
En Fastlane, Tyson Kidd & Cesaro derrotaron a The Usos para ganar el Campeonato en Parejas de la WWE. El 23 de marzo, fue anunciado en WWE.com que Tyson Kidd & Cesaro defenderían el título contra Los Matadores, The New Day (Big E & Kofi Kingston) y The Usos en el pre-show.

## Resultados

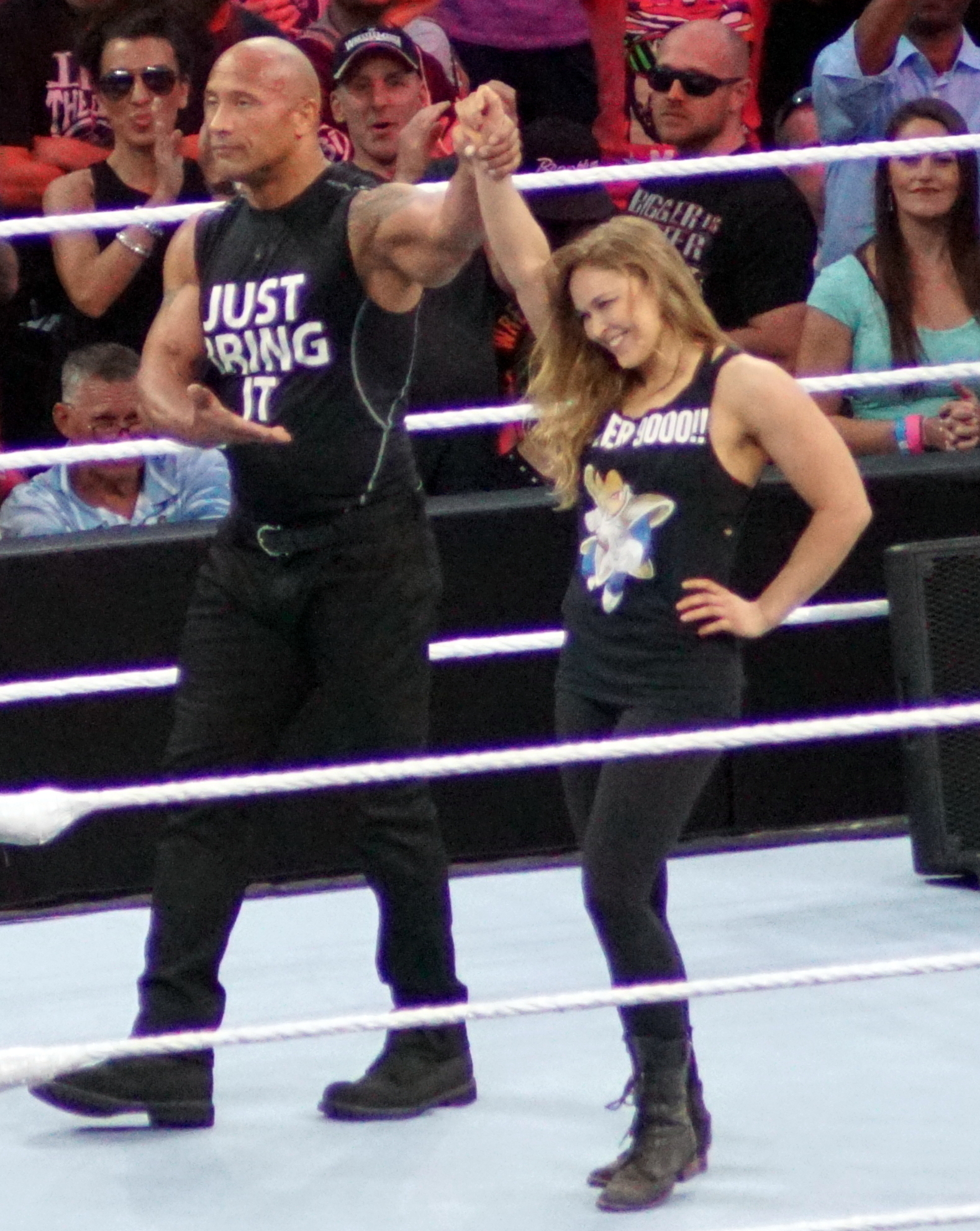
The Rock celebrando acompañado de Ronda Rousey.

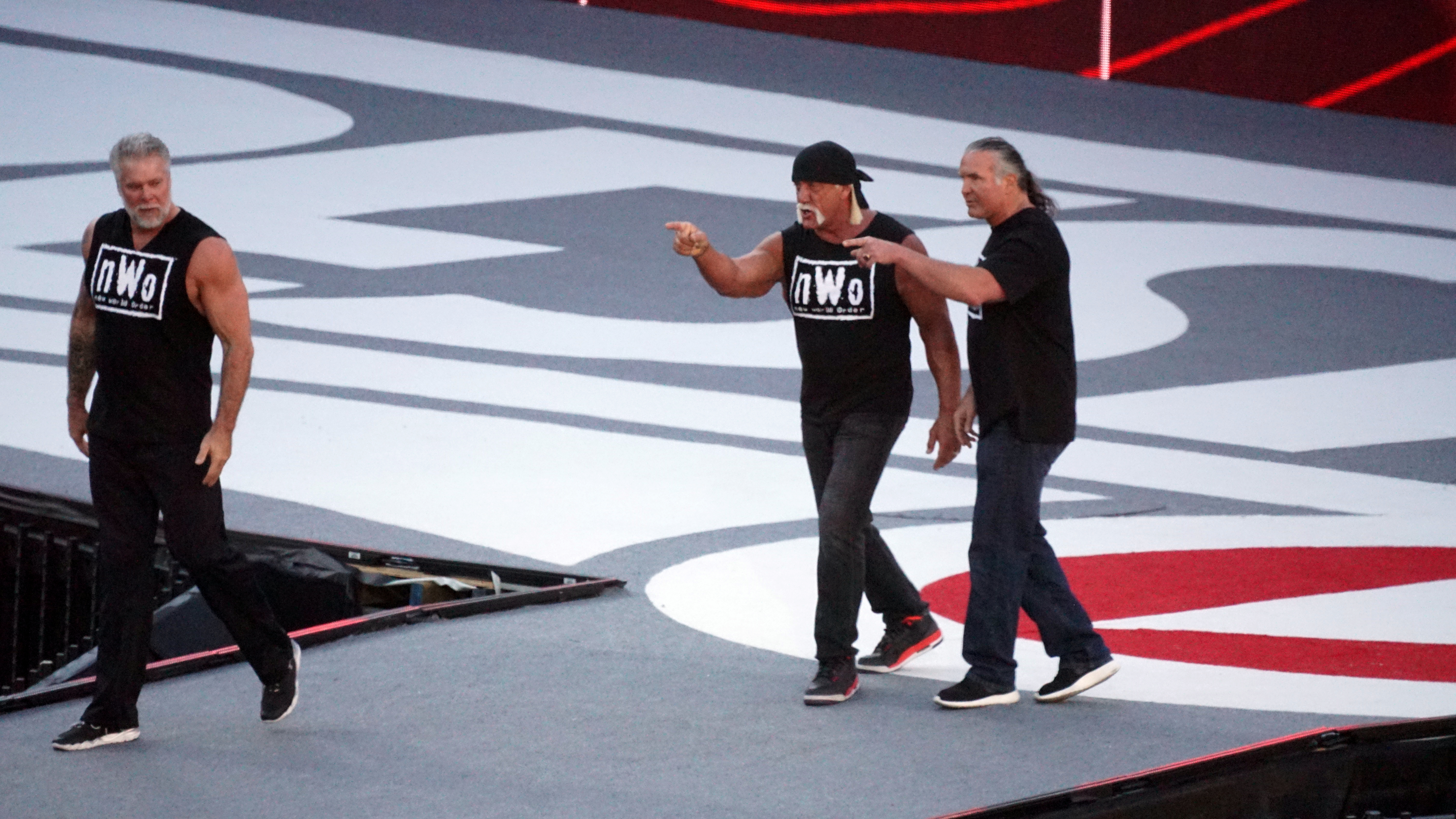
El nWo (Kevin Nash, Scott Hall y Hulk Hogan) entrando al ring a ayudar a Sting.

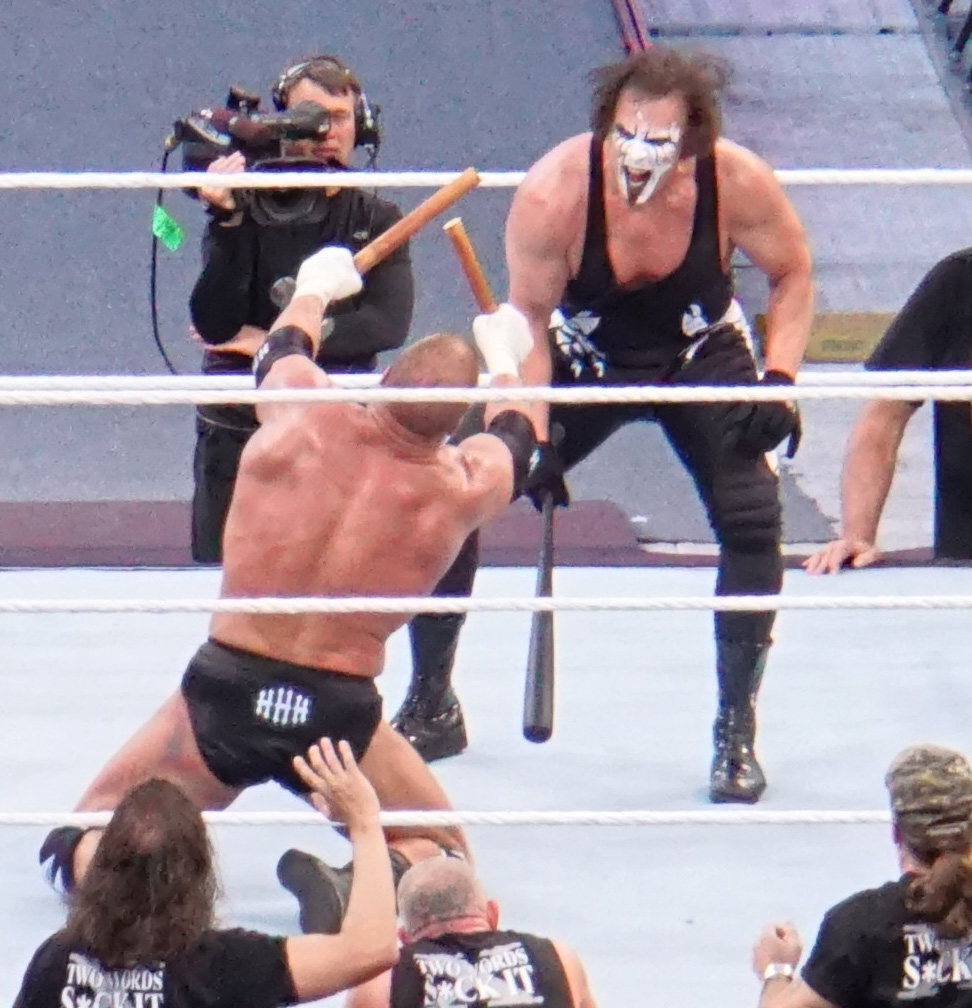
Sting contra Triple H

- Kick-Off: Tyson Kidd & Cesaro (con Natalya) derrotaron a The New Day (Big E & Kofi Kingston) (con Xavier Woods), Los Matadores (Diego & Fernando) (con El Torito) y The Usos (Jey Uso & Jimmy Uso) (con Naomi) reteniendo el Campeonato en Parejas de la WWE. (10:07)[38]
  - Cesaro cubrió a Big E después de un «Samoan Splash» de Jey.
  - Durante la lucha Natalya, Woods, El Torito, y Naomi, interfirieron a favor de sus respectivos equipos.
- Kick-Off: The Big Show ganó un 30-Man Battle Royal Match y ganó el André the Giant Memorial Battle Royal. (18:05)[39]
  - Show eliminó finalmente a Damien Mizdow, ganando la lucha.
  - Los otros participantes fueron (en orden de eliminación y quien lo eliminó): 1-Curtis Axel (varios), 2-Adam Rose (Fandango), 3-Fandango (Rose), 4-Alex Riley (Mizdow), 5-Zack Ryder (Dallas), 6-Bo Dallas (Itami), 7-Hideo Itami (Show), 8-Diego (Kane), 9-Fernando (Kane), 10-Sin Cara (Cesaro), 11-Tyson Kidd (Henry), 12-Mark Henry (Konnor y Viktor), 13-Konnor (Ryback), 14-Viktor (Ryback), 15-Darren Young (Ryback), 16-Heath Slater (Ryback), 17-Titus O'Neil (Ryback), 18-Jack Swagger (Show), 19-Big E (Show), 20-Xavier Woods (Show), 21-Kofi Kingston (Show), 22-Erick Rowan (Show), 23-Goldust (Ryback), 24-Kane (Cesaro), 25-Jimmy Uso (Show), 26-Cesaro (Show), 27-Ryback (Show) y 28-Damien Mizdow (Show).
- Daniel Bryan derrotó a Bad News Barrett (c), Dolph Ziggler, R-Truth, Dean Ambrose, Luke Harper y Stardust en un Ladder Match ganando el Campeonato Intercontinental. (13:49)[40]
  - Bryan ganó la lucha después de descolgar el campeonato.
- Randy Orton derrotó a Seth Rollins (con Jamie Noble & Joey Mercury). (13:19)[41]
  - Orton cubrió a Rollins después de revertir en el aire un «Curb Stomp» en un «RKO».
  - El Money in the Bank de Rollins no estuvo en juego.
  - Durante la lucha, Noble y Mercury interfirieron a favor de Rollins pero fueron atacados por Orton.
- Triple H derrotó a Sting en un No Disqualification Match. (18:36)[42]
  - Triple H cubrió a Sting después de golpearlo con un mazo.
  - Durante la lucha D-Generation X (Road Dogg, Billy Gunn, X-Pac y Shawn Michaels) interfirió a favor de Triple H mientras que nWo (Hulk Hogan, Scott Hall y Kevin Nash) interfirió a favor de Sting.
  - Durante la lucha, Michaels aplicó una «Sweet Chin Music» a Sting.
  - Después de la lucha, Triple H y Sting se dieron la mano en señal de respeto.
- AJ Lee & Paige derrotaron a The Bella Twins (Brie Bella & Nikki Bella). (6:40)[43]
  - Lee forzó a Nikki a rendirse con un «Black Widow».
- John Cena derrotó a Rusev (con Lana) ganando el Campeonato de los Estados Unidos. (14:32)[44]
  - Cena cubrió a Rusev después de un «Attitude Adjustment».
  - Durante la lucha, Lana interfirió a favor de Rusev.
  - Este fue el último Wrestlemania de John Cena como luchador a tiempo completo.
- The Undertaker derrotó a Bray Wyatt. (15:13)[45]
  - The Undertaker cubrió a Wyatt después de un «Tombstone Piledriver».
- Seth Rollins derrotó a Brock Lesnar (c) (con Paul Heyman) y Roman Reigns ganando el Campeonato Mundial Peso Pesado de la WWE. (16:43)[46]
  - Rollins cubrió a Reigns después de un «Curb Stomp».
  - Originalmente, Lesnar defendía su título únicamente contra Reigns, pero Rollins canjeó su contrato de Money in the Bank mientras la lucha estaba en progreso, convirtiéndola en un Triple Threat Match.